# Martina Kaiser
Martina Kaiser (* 10. April 1970 in Scheibbs, Niederösterreich) ist eine ehemalige österreichische Radio- und Fernsehmoderatorin und heutige DJane, Popsängerin und Songwriterin.

## Leben
Martina Kaiser wuchs in Petzenkirchen auf, studierte Publizistik an der Universität Wien und begann parallel dazu 1991 ihre Karriere als Moderatorin und Musikreporterin bei Ö3.
Sie moderierte die Chart-Show Ö3 Austria Top 40 von 1997 bis 2002 und war unter anderem Moderatorin der Ö3-Sendungen Treffpunkt Ö3 und Hithotline. Von 1999 bis 2002 präsentierten sie und Matthias Euler-Rolle abwechselnd die Fernseh-Show Ö3 Austria Top 40.
Am 1. Jänner 2002 stieg Martina Kaiser freiwillig aus dem ORF aus, um sich ganz ihrer Gesangs- und Schauspielkarriere zu widmen.
Als Popsängerin schaffte sie es in der Band Philomenas Garden 1994 mit der Blondie-Coverversion Sunday Girl in die Ö3 Top-30. Unter dem Pseudonym Tinka startete Martina Kaiser 1997 einen Soloausflug. Ende 2006 gründete Martina Kaiser zusammen mit DJ Wolf das DJ-Team Kaiserwolf. Seit 2008 ist sie auch fixer Bestandteil der God is a DJane-Tour.
Seit März 2015 ist sie eine der österreichischen Glücksfeen (Moderatorin) im ORF und präsentiert die „Euromillionen“-Show. Im Oktober 2023 gab der ORF bekannt, sich von Martina Kaiser aufgrund von Einsparmaßnahmen im Bereich der Moderation zu trennen.